# Île Akpatok
L'île Akpatok est une île du Nunavik (Canada) qui appartient à l'archipel arctique canadien. Elle est la plus grande île de la Baie d'Ungava, située à l'extrême nord du Québec. Elle a été nommée d'après Akpat, nom désignant, en langue inuit, la marmette de Brünnich qui vit sur les récifs le long des falaises de calcaire entourant l'île.

## Géographie
L'île est principalement composée de calcaire et entourée de falaises s'élevant de 150 à 250 mètres au-dessus du niveau de la mer. Les falaises sont traversées à plusieurs endroits par de profondes ravines donnant accès à un plateau plat de 23 km de large par 45 km de long. Au total, l'île fait 903 km2.

## Histoire
À l'extrémité sud de l'île, se trouvent des vestiges de la culture de Dorset.